# Crkva Svetog Petra u Trogiru
Crkva Svetog Petra u Trogiru je samostanska crkva nekadašnjega ženskog samostana Svetog Petra i verovatno se nalazi na mestu ranije kasnoantičke crkve. Postojeća crkva dobila je
svoj barokni izgled u prvoj polovini 18. veka. Veoma je slična župnoj crkvi u Kaštel Štafiliću koju su gradili članovi porodice Macanović. Ivanu Ignacijevu i njegovom sinu Ignaciju pripisuje se preimenovanje crkve Svetog Petra  u  ženski benediktinski samostan Svetog Petra – zapravo samostana  Svetog Petra i Pavla (Sanctissimorum Apostolorum Petri et Pauli),  koji je bio namenjen samo plemkinjama. Samostan ne funkcioniše od 18. veka, u dvorištu koj je samo delimično sačuvano, ostala je crkva sa zvonikom, ostaci nekadašnjeg klaustra sa bunarskom krunom popored cisterne i izmenjene samostanske zgrada (južno od crkve, koja je raspoređene tako da su zajedno s crkvom zatvarale klaustar).
U 19. veku nakon što je 1760. godine samostan ukinut (a 1796. je stradao u požaru) nekadašnje samostanske zgrade su prenamenovane u stambene objekte. Od južnog krila ostao je samo jedan poruševni zid u visini prvog sprata.

## Istorija
Položaj postojeće samostanske crkve verovatno je vezan za tradiciju kultnog mesta koja seže u ranohrišćansko doba. Na to upućuje i titular – posveta apostolu Svetom Petru – otkrivena nakon arheoloških radovana mestu nekadašnjeg samostana. Kontinuitet kultnog mesta i titulara uobičajen je fenomen kod crkava u urbanim i ruralnim sredinama.
U prostoriji do ulaza u nekadašnji samostan, u zazidanom luku nekadašnjeg klaustra ugrađen je kao spoljni kamen sa urezanim ranohriščanskim krdtom. U prizemlju iste zgrade, na mestu nekadašnjeg samostana nađen je sarkofag koji spominje dekuriona iz grada Drobete (Dacija);5 a tu je pronađen i poklopac sarkofaga iz ranovizantskog doba, koji spominje cara Konstantina (Konstantina V. ili VI., 741. ili 797. godina).
U malom dvorištu, ruševini, mirini sa južne strane nekadašnjeg klaustra, sačuvan je nadvratnik u čijoj je sredini urezan ranohrišćanski krst.  U blizini,, istočno, na kući preko ulice uzidan je i jedan odlomak ranohrišćanskog krsta. Na severnoj strani crkve istoričat Ivan Lucić u 17. veku spominje komade vrlo starog zida (koga više nema).
No nasuprot crkvi, na severnoj strani ulice, otkriveno je pročelje ranosrednjovekovne kuće s triforom.
Samostan sv. Petra spominje se od 13. veka. Njegov položaj je verovatno odredila već postojeća kasnoantička crkva koja je, najverovatnije preimenovana, tokom ranoga srednjeg veka. Za obnovu samostana opatica Dobra obvezala se 1270. godine da će platiti majstoru Tudoru polovinom kuće. Na zvoniku i na pročelju nekadašnje srednjovjekovne crkve radio je 1329. godine zidar Dragoje iz Omiša.

## Arhitektura
Postojeća crkva, dvoranskog tipa, prostrana je jednobrodna građevina bez apside. Godina posvete 1759. istaknuta na spomen-natpisu u crkvi moguće je okvirna  za vreme kad je crkva dobila postojeće barokno obeležje. Sa istočne strane crkve pruža se volumen nekadašnje samostanske zgrade (istočno krilo) u kojoj je u prizemlju, na severnoj strani, sakristija, a na južnoj pristup zvoniku i nekadašnjim samostanskim prostorijama. Pročelje crkve rastvoreno je reprezentativnim vratima, portalom i velikom prozorskom ružom. Crkva ima dvoja vrata: glavna, na pročelnoj, zapadnoj strani, i bočna, na severnoj strani.
U unutrašnjosti, u istočnom delu crkve, u prezbiteriju podignutom za visinu dva stuba nalazi se glavni, kameni oltar. Zid na istočnoj strani, iza glavnog oltara završava vratima: leva vode u sakristiju, a desna u zvonik i u samostanske prostorije. Na tom istom zidu, prema unutrašnjosti su tri  prozora  sa drvenim rešetkama, koje su skrivale redovnice, dok su u prostoriji na sprartu, slušale misu i provirivale u crkvu. Radovi na tim unutrašnjim prozorima nad prezbiterijem i na drugim zahvatima na obnovi samostana 1748. godine bili su povereni mletačkomu majstoru (famoso proto) Alviseu de Pretiju, koji se spominje zajedno sa svojim sinom Nicolottom, koji je bio angažovana na popravci zvonika katedrale.
U njoj se nalaze:
- Grobnice istaknutih trogirskih porodica, sa interesantnim grobnim natpisima.
- Barokne orgulje, dar plemkinja redovnica iz Budvanskog samostan (namenjenog samo plemkinjama, i ne funkcioniše od 18. veka).

Dvorište je samo delimično sačuvano.
Na zapadnom zidu, iznad vrata diže se pevnica sa orguljama unutar baroknog drvenog kućišta, veoma bogato ukrašenog lišćem i figurama anđela.
Dva bočna, reprezentativna, kamena oltara nalaze se, jedan na severnom zidu, drugi na južnom.
Plafon crkve, izrađen je u drvetu,  bogato je izrezbaren na način uobičajen u baroknim mletačkim crkvama i palatama.
Na bočnom, severnom zidu su polukružni otvori (sa termalnim tipom prozora) i dva velika pravougaona prozora, na kojima je izvorna gvozdena rešetka. Istih su oblika i formata prozori na južnome, bočnom zidu (samo je jedan pravougaoni a jedan polukružni). Na zapadnom zidu je svetlo ulazilo kroz veliku prozorsku ružu, koju je naknadno zaklonilo kućište orgulja.
Zvonik
Zvonik se uzdiže uz jugoistočnu stranu crkve. Na spratu zvonika, iznad crkvenog krova, na punoj zidnoj masi otvoren je na svakoj strani samo po jedan mali uski prozor sa tankim, iskošenim okvirima, a iznad njih je po jedan kružni okvir s kamenom pločom sa otvorom u obliku četverolista.
Spratovi su naznačeni po obodu profilisanim vencima kosog preseka. Samo je zadnji sprat otvoren: sa svake strane nalazi se po jedan par lučnih prozora (bifore) iznad kojih su po dva kružna okvira s otvorima u obliku četverolista. Prozori, bifore na zadnjem sprartu, zatvoreni su drvenim rešetkama koje su trebale zaklanjati redovnice od znatiželjnih pogleda.  Nad prizmom zvonika diže se izrazito oštra piramida.
Po stilskim karakteristikama, crkva i zvonik su gotovo u potpunosti izmenjeni u prvoj polovini 18. veka.